# Pedro Pablo Kuczynski
Pedro Pablo Kuczynski Godard (Lima, 3 d'octubre de 1938) és un economista, empresari i polític peruà que va exercir com a president del Perú de l'any 2016 fins a la seva renúncia el 2018.
En la seva vida política ha fet de ministre d'Energia i Mines al segon govern no consecutiu de Fernando Belaúnde Terry, així com ministre d'Economia i Finances i president del Consell de Ministres durant el govern del President Alejandro Toledo Manrique. En l'actualitat president del partit Peruanos Por el Kambio.

## Govern d'Alejandro Toledo
Durant la campanya presidencial d'Alejandro Toledo va treballar com a cap de pla de govern; després del triomf d'aquest, va ser designat ministre d'Economia i Finances. Com a tal, va realitzar acords amb el Fondo Monetari Internacional per ajudar a complir les metes en política econòmica traçades pel govern; no obstant això va ser criticat en nombroses ocasions per Alan García, opositor al govern. Després de l'augment de protestes socials en Arequipa per la privatització d'empreses elèctriques, va renunciar al seu càrrec l'11 de juliol de 2002.
Va tornar al càrrec del 16 de febrer de 2004; va ser nomenat President del Consell de Ministres del Perú el 16 d'agost de 2005 i va nomenar a Fernando Zavala Lombardi com a Ministre d'Economia, va romandre com a primer ministre fins a juliol de 2006.
Va ser candidat a President de la República del Perú en les Eleccions generals peruanes de 2011, quedant en el tercer lloc en la primera volta, per sota de Ollanta Humala i Keiko Fujimori.

## President de la República
Com a candidat únic en les eleccions internes de Peruanos Por el Kambio (PPK), a l'abril de 2015, Pedro Pablo Kuczynski va anunciar la seva candidatura a la presidència en les eleccions generals de l'any 2016, aconseguint passar a la segona volta després dels comicis de 10 d'abril de 2016 i vèncer a Keiko Fujimori.
Kuczynski va renunciar a la presidència el 23 de març de 2018, després d'una votació d'impeachment amb èxit i dies abans d'una probable votació de condemna, sent rellevat per Martín Vizcarra.

### Govern de Pedro Pablo Kuczynski

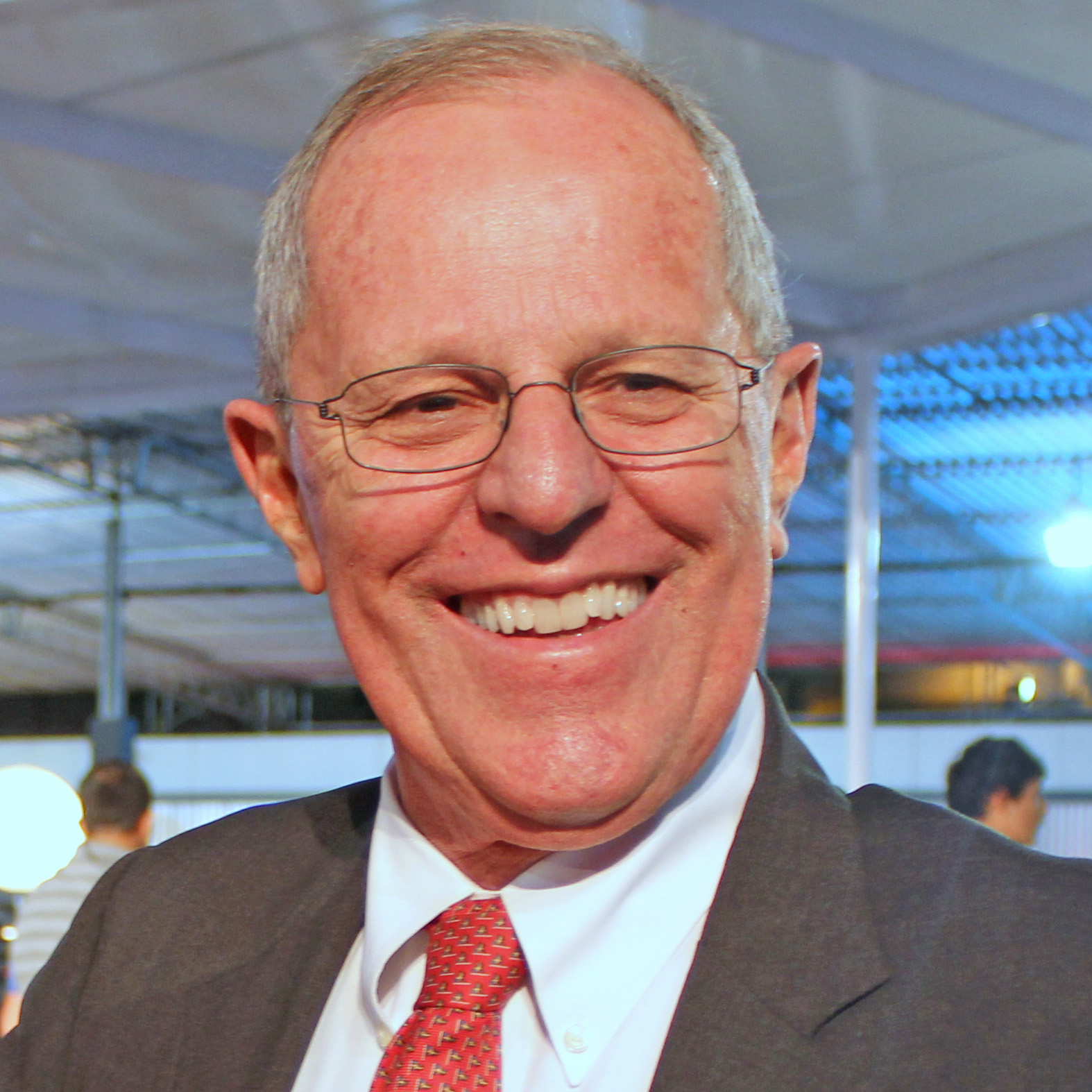
Pedro Pablo Kuczynski

El govern de Kuczynski va començar el 28 de juliol del 2016 i va finalitzar el 23 de març del 2018, succeint a Ollanta Humala. La segona volta electoral es va donar el 5 de juny del 2016, que Kuczynski va guanyar per un ajustat marge. Pocs dies després del recompte, va confirmar que Alfredo Thorne Vetter seria el Ministre d'Economia i Finances. El 28 de juny, el Jurat Nacional d'Eleccions va fer entrega de les credencials de Kuczynski com a president i de Martín Vizcarra i Mercedes Aráoz com a vicepresidents. El 10 de juliol va anunciar que Fernando Zavala Lombardi seria el president del Consell de Ministres i dies després, tots dos van anunciar els membres del primer gabinet ministerial. Alberto Fujimori fou indultat pe Kuczynski, com a intercanvi perquè el sector fujimorista votara a favor d'investir-lo president al Congrés del Perú.
La Cerimònia de nomenament tingué lloc el 28 de juliol de 2016 al Palau Legislatiu, en presència de Joan Carles I d'Espanya i els presidents Mauricio Macri, Horacio Cartes, Michelle Bachelet, Enrique Peña Nieto, Juan Manuel Santos i Rafael Correa.

#### Tensió per l'atorgament de facultats legislatives

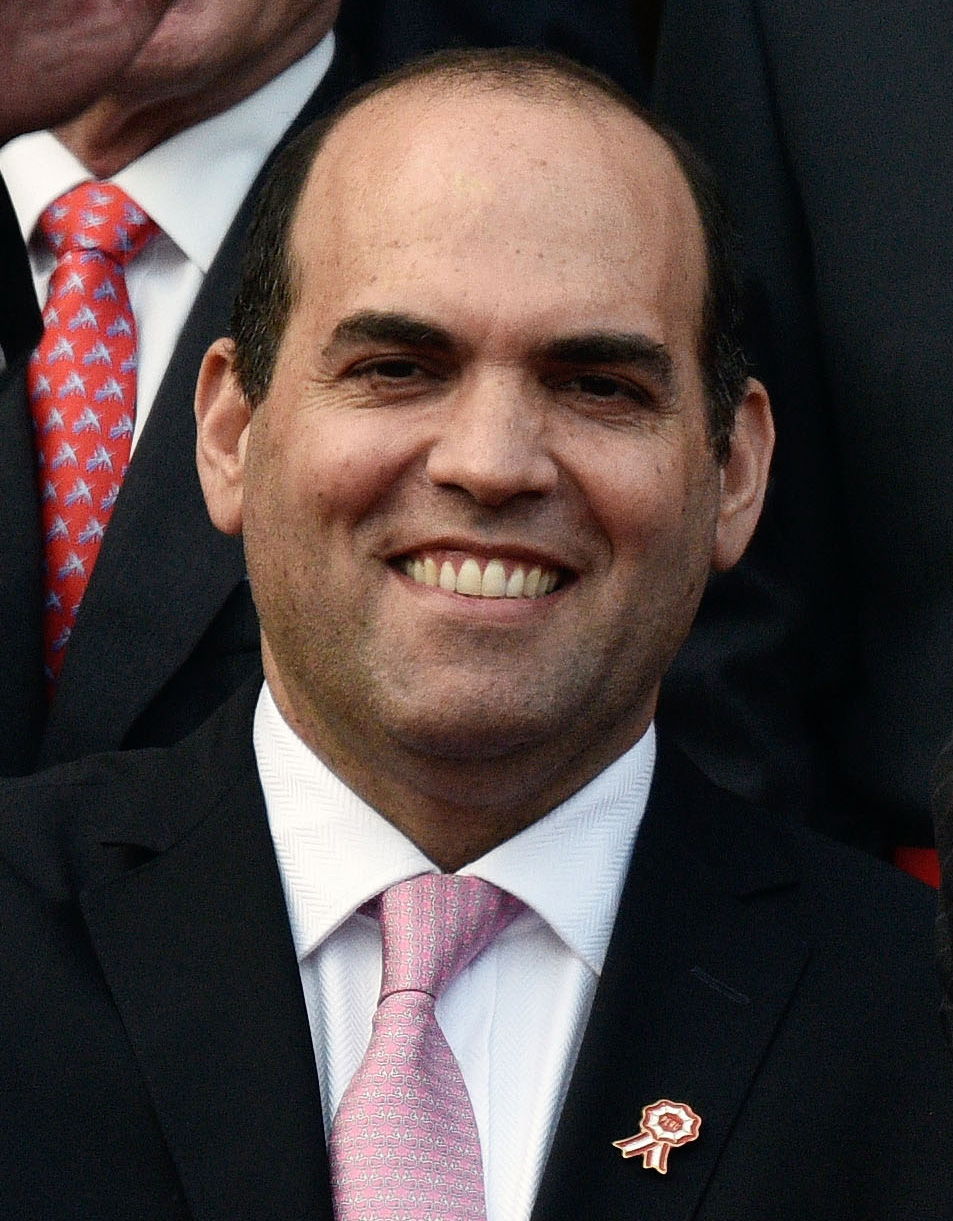
Fernando Zavala

Un moment de tensió entre l'Executiu i el Congrés es va produir quan el primer va sol·licitar al segon l'atorgament de facultats per legislar en matèria econòmica, seguretat ciutadana, lluita anticorrupció, aigua i sanejament i la reorganització de Petroperú. El 30 de setembre del 2016, després d'un debat de sis hores, el Congrés va atorgar a l'Executiu facultats legislatives per un termini de 90 dies. El 7 de gener del 2017, en vèncer-se el termini de 90 dies, el premier Fernando Zavala va anunciar la publicació de 112 decrets legislatius.

#### Escàndol del “negociazo”
El metge Carlos Moreno va ser assessor presidencial en temes de salut des del començament del govern. Era, pel que sembla, una persona de molta confiança del president. De manera que, quan va renunciar el 4 d'octubre del 2016 va cridar l'atenció dels mitjans. Kuczynski va dir en un primer moment que la renúncia del seu assessor es devia a raons personals i al seu recarregat tràfec laboral. Tot i això, el mateix Moreno ha explicat que la raó era perquè havien gravat les seves converses al Palau de Govern i que ho estaven involucrant en un cas de corrupció.
El 9 d'octubre, el programa televisiu Cuarto Poder va difondre un àudio en què Moreno comentava sobre un negociat perquè una clínica firmés un conveni amb l'Arquebisbat de Lima i, així, poder accedir a un acord per atendre pacients assegurats al Sistema Integral de Salut (SIS).

#### Renúncia del ministre Mariano González
El 27 de novembre del 2016, un informe d'un programa periodístic va revelar que el ministre de Defensa Mariano González Fernández mantenia una relació sentimental amb una assessora del seu despatx, a la qual presumiblement havia afavorit amb un ascens. L'endemà, González va presentar la seva renúncia al càrrec, cosa que va ser acceptada pel primer ministre Zavala. Una setmana després, va ser nomenat en el seu reemplaçament Jorge Nieto Montesinos.

#### Censura al ministre Jaime Saavedra
L'oposició al govern, representada al Congrés per una aclaparadora majoria fujimorista aliada amb la bancada aprista, va començar a qüestionar la tasca del ministre d'Educació, Jaime Saavedra.
Primer va ser pel que fa a l'organització dels Jocs Panamericans del 2019 de Lima, que tot i haver estat anunciada el 2013 (poc abans d'assumir com a ministre), no s'havia avançat prou pel que fa a la construcció de la infraestructura.
Posteriorment un programa televisiu dominical va llançar un reportatge en què denunciava que personal de confiança del ministre havia fet un desviament d'un pressupost de 150 milions de sols destinats per a la compra d'ordinadors. L'oposició al Congrés va anunciar que interpel·laria el ministre per exigir-li que rendís comptes de la seva gestió, particularment pel que fa a la presumpta corrupció. El president Kuczynski va donar suport públicament al seu ministre i va adduir que la campanya en contra seu s'originava en un grup de legisladors associats a universitats privades que pretenien fer canvis en la Llei Universitària per afavorir els seus interessos.
El 7 de desembre de 2016, Saavedra va ser respondre al Congrés voluntàriament onze preguntes, i després d'onze hores d'exposicions i debat, en què el ministre va acceptar que existien irregularitats en les compres realitzades pel seu sector per persones que havien traït la seva confiança, la bancada fujimorista va anunciar que presentaria una moció de censura en contra del ministre com a responsable polític i no  respondret satisfactòriament a les preguntes. El 15 de desembre es va dur a terme el debat de censura del ministre, obtenint 78 vots a favor, cap en contra i cap abstenció. A Saavedra se li va donar un termini de 72 hores per presentar la carta de renúncia, que presentà el 17 de desembre i l'endemà es va anunciar al reemplaçament a Marilú Martens.

#### Censura del gabinet Zabala

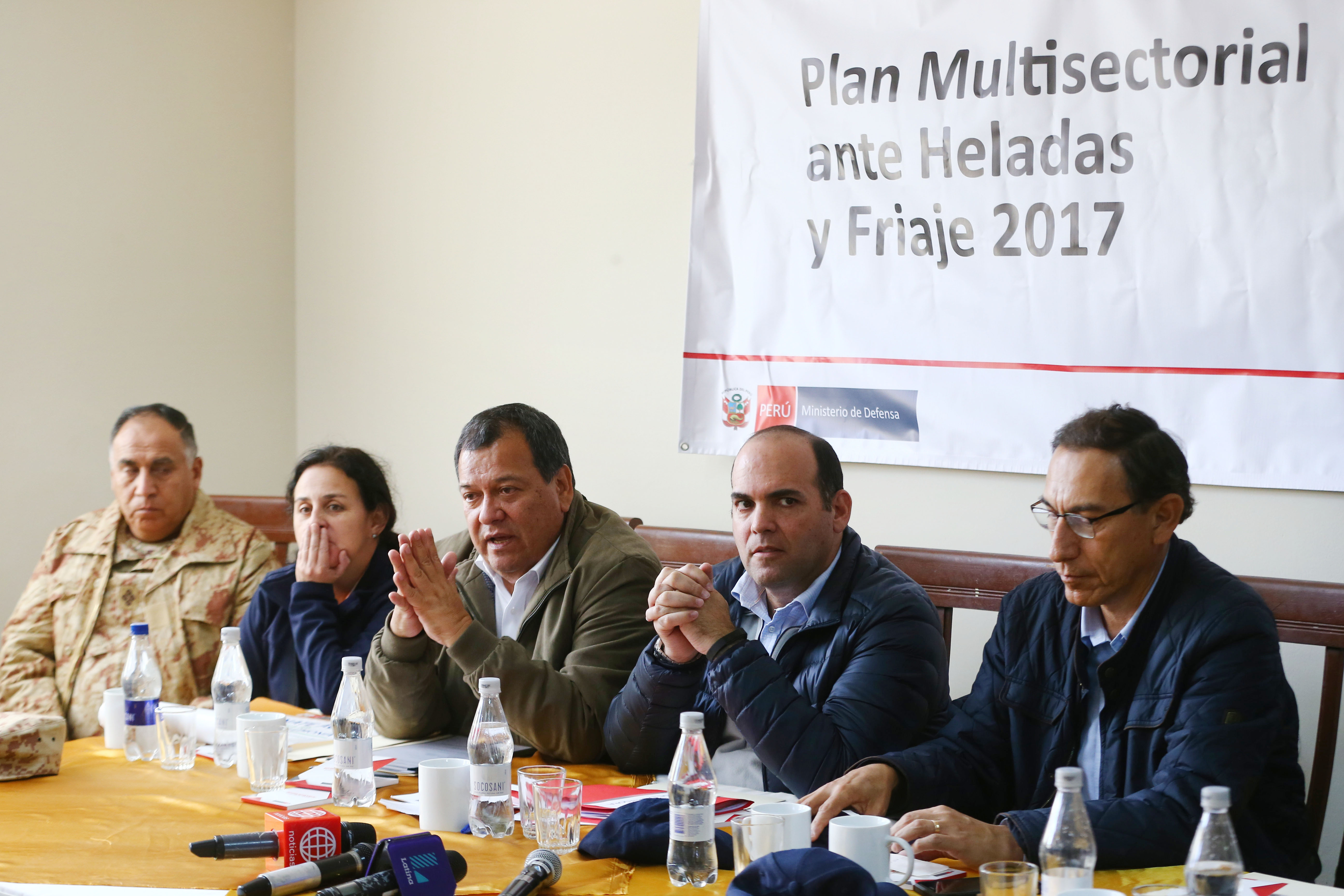
El president del Consell de Ministres, Fernando Zavala, al costat d'alguns dels membres del seu gabinet ministerial.

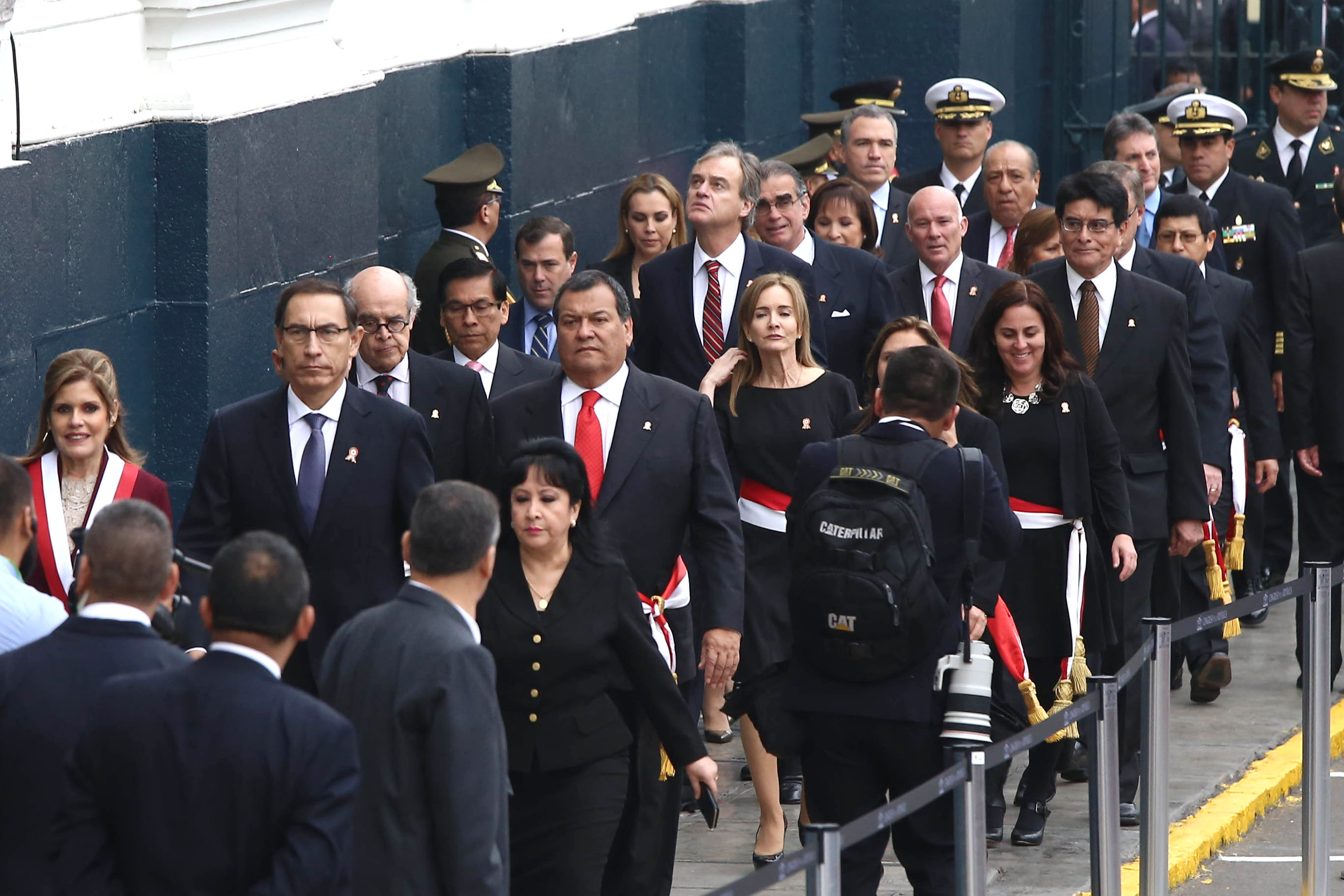
Altres ministres durant una cerimònia protocolar.

El 17 d'agost de 2017 els congressistes de Fuerza Popular van presentar una moció d'interpel·lació contra la ministra d'Educació Marilú Martens qui es trobava en negociacions amb els representants dels mestres, a la recerca de la solució a una prolongada vaga magisterial. El 25 d'agost de 2017 el ple del Congrés va aprovar la interpel·lació, amb 79 vots a favor, 12 en contra i 6 abstencions. Els vots a favor van ser de les bancades de Fuerza Popular, el Apra, Front Ampli i Acció Popular. Es va fixar com a data de la interpel·lació el 8 de setembre. La ministra va respondre un plec de 40 preguntes, principalment sobre la vaga de mestres que encara persistia. Martens va reconèixer deficiències en afrontar la vaga de mestres, però va assegurar que la seva gestió no faria marxa enrere en el reconeixement a la meritocràcia dins del magisteri.
El 13 de setembre, la bancada de Fuerza Popular va anunciar que presentaria una moció de censura contra la ministra, perquè considerava que no havia respost satisfactòriament a les preguntes de la interpel·lació. Davant aquesta amenaça de censura (que seria la segona contra un titular d'Educació en menys d'un any), el primer ministre Fernando Zavala va sol·licitar al Congrés una moció de confiança per al gabinet ministerial en ple. Des del Congrés es va criticar aquesta sol·licitud, assenyalant-se que Zavala se solidaritzés amb una ministra que estava qüestionada, posant en perill a tot el seu gabinet, i més encara, quan encara no s'havia oficialitzat la moció de censura. Es va dir també que la «renovació de la confiança» era alguna cosa que no contemplava la Constitució.
La Junta de Portaveus del Congrés va convocar a Zavala a les quatre de la tarda del 14 de setembre perquè sustentés la seva moció de confiança. Zavala es va presentar al ple del Congrés amb els ministres i va exposar la seva moció en 12 minuts; la seva argumentació es va centrar en la intenció del govern de defensar la política educativa a la qual es pretenia, segons ell, soscavar amb la censura a la ministra d'Educació. Després es va procedir al debat parlamentari. La moció de confiança va ser debatuda durant 7 hores i votada la matinada del 15. El gabinet no va aconseguir obtenir la confiança del Parlament, que va votar amb 77 en contra de la confiança, amb el que es va produir la crisi total del gabinet. A causa de la negació de confiança, el Consell de Ministres del Perú va haver de ser renovat pel president.

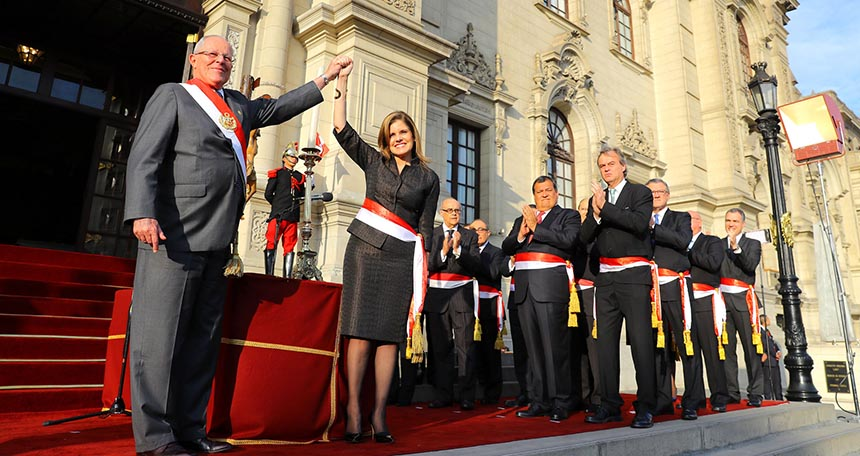
Presa de jurament del segon gabinet ministerial.

Kuczynski va anunciar que el diumenge 17 de setembre anunciaria al nou gabinet que ocuparia el Consell de ministres. El 17 de setembre de 2017, la segona vicepresidenta i congressista Mercedes Aráoz Fernández va jurar com a presidenta del Consell de Ministres del Perú i amb això es van anunciar a quatre nous ministres: Claudia Cooper Fort (Economia), Idel Vexler (Educació), Enrique Mendoza Ramírez (Justícia i Drets Humans), Fernando d'Alessio (Salut) i Carlos Bruce (Habitatge).
Mercedes Aráoz Fernández va jurar amb els 18 ministres en una cerimònia realitzada al Pati d'Honor del Palau de Govern del Perú. La moció de confiança es va endarrerir fins al 12 d'octubre iniciant-se amb les exposicions del nou gabinet liderat per Aráoz i posterior intervenció de les diferents bancades polítiques del Congrés fins a les 00.30 a. m. de l'endemà. Va donar com a resultat 83 vots a favor i 17 en contra.
Diversos personatges de la política com els mitjans de comunicació van comentar la negació de confiança al primer gabinet; la periodista Rosa María Palacios va enviar un missatge al president demanant-li dissoldre el Congrés i va advertir que «el fujimorisme ha quedat atrapat», el periodista César Hildebrandt també li envio un missatge al mandatari dient-li que «el país li exigeix que s'enfronti al Congrés fujimorista». L'advocat constitucionalista en una entrevista va dir que el ja ara expresident del Consell de Ministres Fernando Zavala «s'està sacrificant per les polítiques d'Estat», l'expresident del Consell de Ministres Pedro Cateriano va advertir que «Keiko Fujimori vol donar un cop d'estat».

#### Primer procés d'impeachment

##### Causes

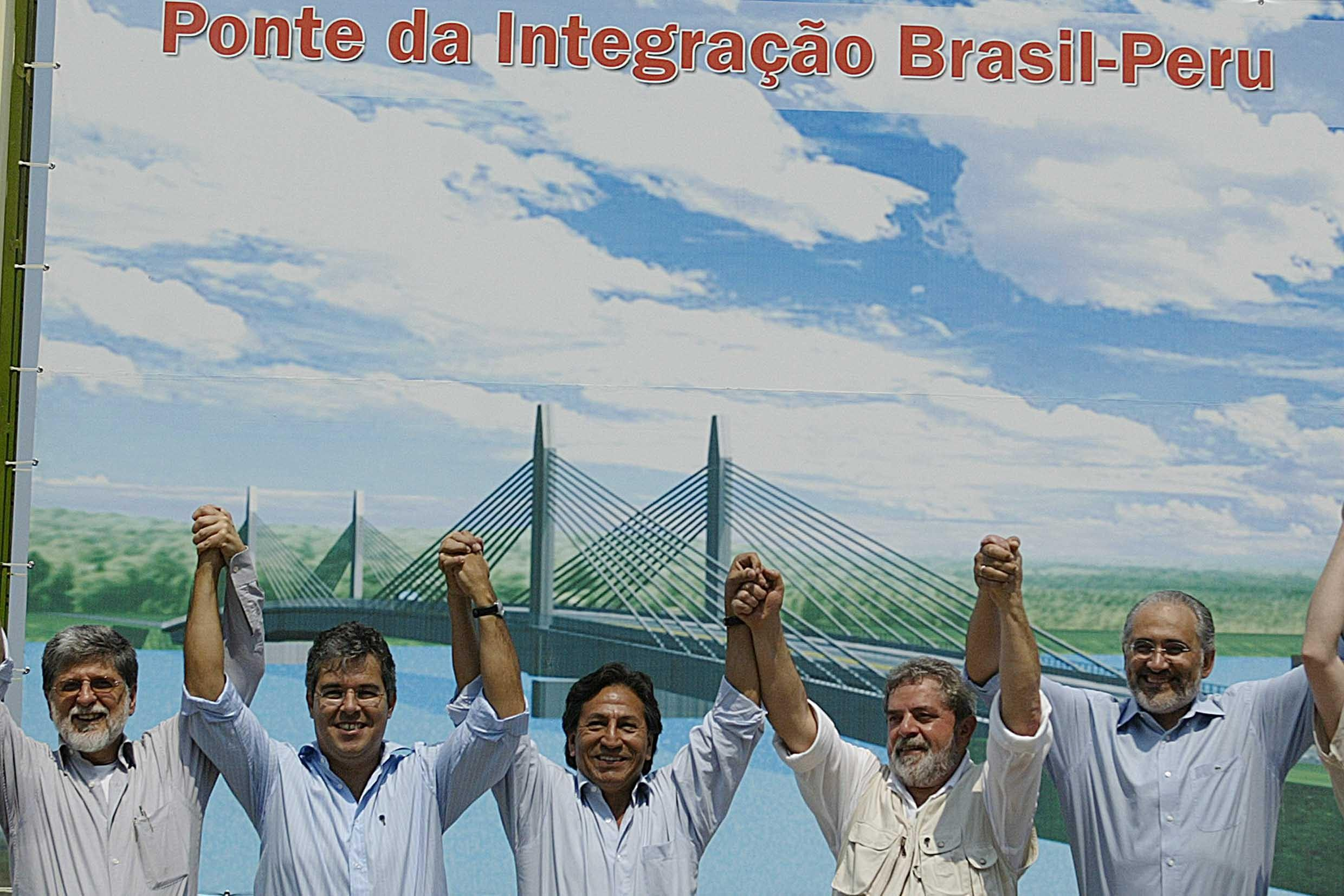
Presidents i figures importants de països americans durant la fundació del Pont de la Integració d'Acre: El tercer a l'esquerra és Alejandro Toledo Manrique, president del Perú i el del seu costat és Luiz Inácio Lula da Silva, president del Brasil. Tots dos acusats per casos de corrupció.

Al novembre de 2017, la Comissió Lava Jato del Congrés, presidida per Rosa Bartra i que es dedicava a investigar les implicacions al Perú de la xarxa de corrupció de l'organització Odebrecht, va rebre una informació confidencial que el president Kuczynski havia tingut vincles laborals amb aquesta empresa, que es remuntaven a l'època en què va ser ministre d'Estat entre 2004 i 2006, sota el govern d'Alejandro Toledo Manrique, malgrat que des de l'esclat del cas Odebrecht, Kuczynski l'havia negat en diverses ocasions. La Comissió va sol·licitar llavors a l'empresa Odebrecht detalls de la seva relació amb Kuczynski, els mateixos que es van donar a conèixer públicament el 13 de desembre de 2017. Es va revelar llavors que Westfield Capital, una empresa d'assessoria de banca d'inversió, fundada i dirigida per Kuczynski, havia realitzat set consultories per a Odebrecht entre novembre de 2004 i desembre de 2007 per 782.207 milions de dòlars, és a dir, coincidint amb l'època que Kuczynski havia estat ministre d'Economia (2004-2005) i president del Consell de Ministres (2005-2006). La informació revelava també que una altra empresa molt relacionada amb Kuczynski, First Capital, constituïda pel seu soci xilè Gerardo Sepúlveda, havia realitzat igualment assessories per a Odebrecht entre el 2005 i 2013.
La informació resultava greument comprometedora per al president, perquè els pagaments a la seva empresa personal de consultoria s'havien realitzat quan era Ministre d'Estat i tractant-se de consultories referides a obres públiques que l'empresa realitzava al Perú. La qual cosa anava contra la norma constitucional que impedeix als ministres d'Estat administrar negocis particulars en l'exercici de la seva funció pública (conflicte d'interessos). Complicava encara més l'assumpte el fet que aquests pagaments provinguessin d'una empresa com Odebrecht, que ara se sap que havia pagat coimas per a adjudicar-se la concessió d'obres precisament sota el govern de Toledo, quan Kuczynski havia estat ministre, una de les quals va ser la construcció de la Ruta interoceànica Brasil-Perú. Encara que els pagaments de Odebrecht a les empreses de consultoria relacionades amb Peruanos Por el Kambio (PPK) eren legals, va haver-hi els qui van especular que podria haver estat part de la retribució de l'empresa per afavorir-la en la bona pro de les obres.

##### Successos

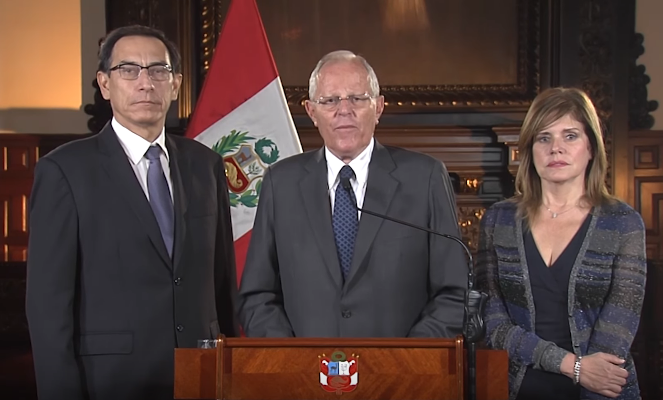
Pedro Pablo Kuczynski al costat dels seus vicepresidents, Martín Vizcarra i Mercedes Aráoz, en missatge a la Nació previ a la primera sessió del procés d'impeachment.

L'oposició al govern, liderada per Fuerza Popular, va exigir la renúncia de Kuczynski i li va amenaçar amb un procés d'impeachment si no ho feia. Front Ampli, per part seva, va plantejar que es procedís directament al procés d'impeachment. En la mitjanit del 14 de desembre, Kuczynski, mitjançant un missatge a la nació, va negar les acusacions i va dir que no renunciaria al seu càrrec. «Sóc aquí per a dir-los: no abdicaré ni al meu honor ni als meus valors ni a les meves responsabilitats com a president de tots els peruans», va expressar d'entrada.
En el seu defensa, va assegurar no tenir cap relació amb l'empresa First Capital, que era propietat exclusiva de Sepúlveda, i que només un dels pagaments esmentats tenien a veure amb ell, el datat en 2012, quan ja no era ministre d'Estat. Quant a Westfield Capital, si bé va reconèixer que era la seva empresa unipersonal, va afirmar que mai va estar sota la seva direcció i administració mentre va ser ministre d'Estat, i que els contractes datats en aquesta època els havia signat Sepúlveda, el seu soci. També va assenyalar que tots els pagaments a la seva empresa eren legals, i que estaven degudament registrats, facturats i bancarizados. Les explicacions de Kuczynski no van convèncer a l'oposició, i se li va atribuir de continuar mentint, sobretot referent a que s'havia deslligat de Westfield Capital quan va ser ministre, quan, segons els registres públics, sempre va figurar com a director d'aquesta empresa. Encara que Kuczynski va argumentar sobre aquest tema que havia existit una «muralla xinesa», expressió que s'usa en els negocis empresarials per a referir-se quan el soci o titular no té cap contacte ni rep informació sobre el maneig de l'empresa, mentre exerceix un càrrec públic (però en el cas de Wesfield Capital, en tractar-se d'una empresa on Kuczynski era el seu únic apoderat, no s'entén com podria donar-se aquesta «muralla xinesa»). Davant la negativa del president a renunciar, diverses de les bancades opositores del Congrés van plantejar llavors sotmetre el seu càrrec al procés d'impeachment.
La bancada de l'esquerrà Front Ampli va presentar la moció perquè la sol·licitud del procés d'impeachment fos debatut en el ple del Congrés. Els congressistes de Fuerza Popular, Apra i Aliança per al Progrés es van sumar a la moció i va ser així com van superar més de les 26 signatures necessàries per a procedir amb el tràmit. Aprovada la moció, el debat es va iniciar a les 4 i 38 de la tarda del dia 15 de desembre i va durar fins a les 10 de la nit. Els legisladors opositors que van introduir la moció van citar una incapacitat moral en denunciar que el president va mentir en les declaracions que va donar sobre els seus vincles amb la companyia brasilera. Els congressistes oficialistes van reclamar que se seguís el degut procés, retraient el fet que l'oposició procedís amb celeritat inusitada i que diversos dels seus membres ja haguessin decidit l'impeachment del president sense haver escoltat el seu defensa. També van qüestionar que un sol informe provinent de Odebrecht fos considerat prova suficient, amb el que es prescindia obertament de la recerca que demandava un cas tan delicat i transcendental. Segons el reglament, es necessitava per a l'admissió del procés d'impeachment el vot del 40% de congressistes hàbils. Com es van comptabilitzar 118 congressistes presents, es precisaven només 48 vots, la qual cosa va ser àmpliament depassat, perquè van votar 93 a favor i 17 en contra; aquests últims van ser, en la seva gran majoria, els de la bancada oficialista.
Aprovat així el procés d'impeachment, el Congrés va acordar que el dijous 21 de desembre, a les 9 del matí, Kuczynski hauria de presentar-se davant el ple del Congrés per a realitzar els seus descàrrecs; després es procediria a debat i finalment es votaria per a decidir el procés d'impeachment, necessitant-se per a això 87 vots del total dels 130 congressistes. El dia assenyalat, Kuczynski va acudir al Congrés a exercir el seu defensa, acompanyat del seu advocat Alberto Borea Odría. La defensa va donar inici amb l'al·locució del mateix president, en la qual va negar haver comès algun acte de corrupció. Després va venir la defensa de Borea, que va tenir com a eix la consideració que el procés d'impeachment era una exageració perquè no es podia acusar un president de la República sense demostrar amb proves fefaents la seva «incapacitat moral permanent», concepte que els congressistes no tenien pel que sembla molt clar, perquè estrictament el precepte constitucional estaria fent al·lusió a una incapacitat mental. Considerava que les faltes o delictes imputats havien de ventilar-se primer en la comissió investigadora, abans de treure conclusions precipitades. Va rebutjar també que Kuczynski hagi mentit reiteradament sobre la seva relació amb Odebrecht (argument que els fujimoristes usaven per a justificar la seva incapacitat moral permanent), perquè els fets en qüestió havien ocorregut feia dotze anys i no tenia per què tenir-los present al detall.
Acabada l'al·locució de Borea, es va iniciar el debat congresal que va durar catorze hores. La votació pel procés d'impeachment es va dur a terme passades les onze de la nit, amb el següent resultat: 78 vots a favor, 19 en contra i 21 abstencions. Una de les bancades, la de nou el Perú (esquerra), es va retirar abans de la votació, doncs a dir dels seus membres no volien seguir-li el joc al fujimorisme. Com es necessitaven 87 vots per a procedir a l'impeachment, aquesta va ser desestimada. Tota la bancada de Fuerza Popular va votar a favor de la vacant, amb excepció de 10 dels seus membres, encapçalats per Kenji Fujimori, que es van abstenir, i que van decidir així el resultat. Va córrer el rumor que aquest grup dissident, que després seria batejat com els «Avengers», havia negociat els seus vots amb el govern a canvi de l'indult presidencial a favor d'Alberto Fujimori, el seu líder històric que es trobava llavors pres. Aquest grup es va separar després de la bancada de Fuerza Popular i encapçalats per Kenji van anunciar la formació d'un nou grup polític, que faria costat al govern.

#### Indult a Alberto Fujimori

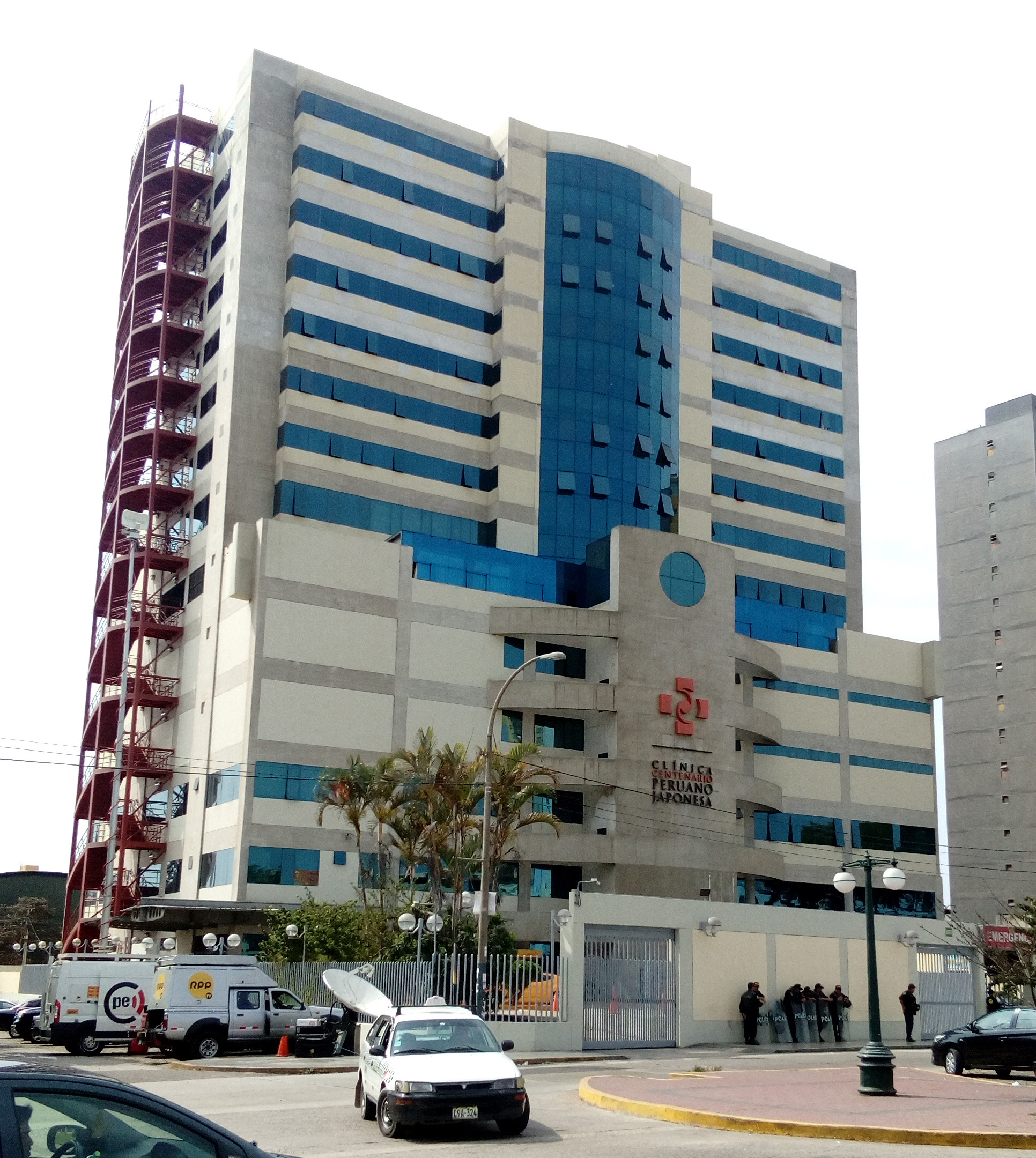
La Clínica Centenario, lloc on va estar internat Alberto Fujimori al moment de rebre l'indult.

El 24 de desembre de 2017, el president Kuczynski va concedir l'indult humanitari a Alberto Fujimori, que es trobava pres des de feia 12 anys, amb una sentència de 25 anys per delictes de violacions als drets humans (casos La Cantuta i Barris Alts). El govern va assegurar que l'indult s'havia decidit per raons purament humanitàries, davant els diversos mals físics que afligien a l'expresident de la República, confirmats per informes d'una junta mèdica. No obstant això, va sorgir una forta sospita que l'indult hauria estat el resultat d'un pacte furtiu del govern de Kuczynski amb el sector de la bancada fujimorista que s'havia abstingut durant la votació per a l'impeachment i que d'aquesta manera havia evitat que es concretés aquesta. L'indult va motivar a més la renúncia dels congressistes oficialistes Alberto de Belaúnde, Vicente Zeballos i Gino Costa; del ministre de Cultura Salvador del Solar i del ministre de Defensa Jorge Nieto Montesinos. Ja abans havia renunciat el ministre de l'Interior, Carlos Basombrío Iglesias. Es van produir a més diverses marxes a Lima i l'interior del país en protesta contra l'indult.
Alberto Fujimori, que dies abans de l'indult s'havia internat en una clínica per complicacions en la seva salut, va ser donat d'alta el 4 de gener de 2018 i així va poder, per primera vegada, traslladar-se en llibertat. PPK va formar un nou gabinet ministerial, al qual va anomenar «el Gabinet de la Reconciliació», que segons ell, havia de marcar una nova etapa en la relació entre l'Executiu i el Legislatiu. Es va mantenir en la presidència del Consell de Ministres a Mercedes Aráoz i es van realitzar vuit canvis ministerials, la renovació més important en el que anava del govern.

#### Segon procés d'impeachment
Només dies després del primer procés d'impeachment, al gener de 2018, la bancada de Front Ampli va plantejar un nou procés d'impeachment, tenint com a causa l'indult a Alberto Fujimori, que suposadament hauria estat negociat i atorgat de manera il·legal. Això no va prosperar, davant la falta de suport de Fuerza Popular, els vots de la qual eren necessaris per a portar endavant una iniciativa com aquesta. Sota aquesta experiència, les bancades esquerranes de Front Ampli i Nou Perú van promoure un altre procés d'impeachment, concentrant-se exclusivament en el cas Odebrecht, adduint que s'haurien descobert nous indicis de corrupció i conflicte d'interessos de part de Kuczynski quan va ser ministre d'Estat en el govern d'Alejandro Toledo. Aquesta vegada si van aconseguir el suport de Fuerza Popular, així com d'altres bancades com la d'Aliança per al Progrés (el portaveu del qual, César Villanueva, va ser el principal promotor de la iniciativa), reunint així els 27 vots mínimament necessaris per a presentar una moció multipartidaria davant el Congrés de la República, la qual cosa es va fer el 8 de març de 2018.
El 15 de març es va sotmetre a debat l'admissió d'aquesta moció en el ple del Congrés, sent el resultat 87 vots a favor, 15 vots en contra i 15 abstencions. La moció va rebre el suport de totes les bancades, a excepció de Peruanos Por el Kambio (PPK) i de congressistes no agrupats, entre ells, els tres ex oficialistes i el bloc de Kenji Fujimori. La Junta de Portaveus va programar el debat de l'impeachment presidencial per al dijous 22 de març. Un informe reservat de la Unitat d'Intel·ligència Financera (UIF) sobre les mogudes de diners dels comptes bancaris de Kuczynski, va ser remès al Ministeri Públic i a la Comissió Lava Jato del Congrés, però inexplicablement es va filtrar al coneixement públic. Aquest document de 33 pàgines revelava que des de les empreses i consorcis vinculats al Grup Odebrecht s'havien fet transferències cap a Westfield Capital, l'empresa unipersonal de Kuczynski, per 1.893.841 dòlars, és a dir, un milió i escaig més del que es coneixia fins al moment. També es van revelar transferències fetes al compte del xofer de Kuczynski i a la de Gilbert Violeta, encara que es van demostrar que aquests eren sol pagaments de caràcter laboral i de serveis bàsics. La filtració d'aquest informe, que es presumeix va ser fet des de la Comissió Lava Jato presidida per Rosa Bartra, hauria estat amb la intenció de mellar encara més la credibilitat del president de la República. Però el cop mortal per a Kuczynski va venir uns dies després.

#### Escàndol pels kenjivideos

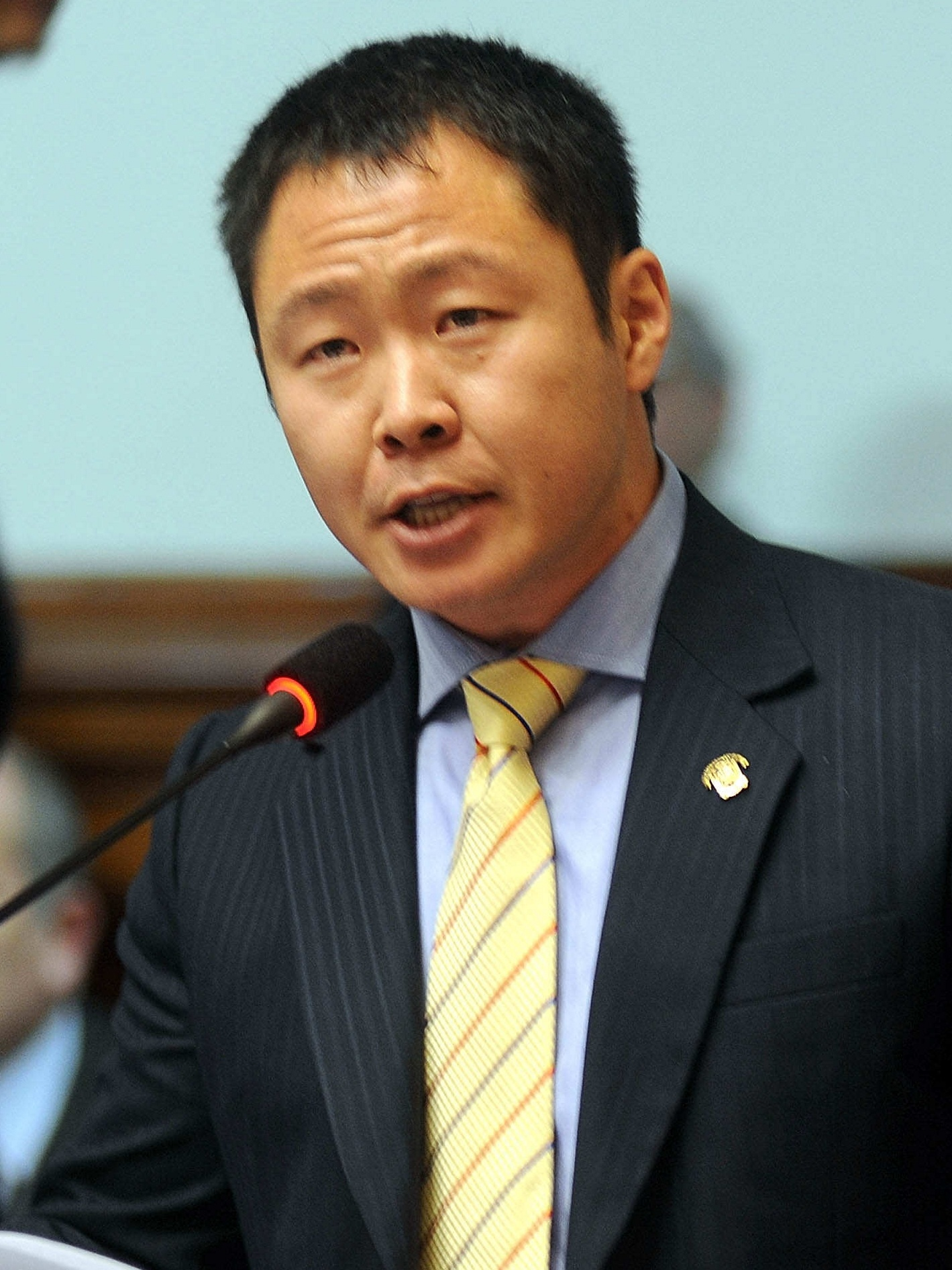
Kenji Fujimori, congressista de la república implicat en els Kenjivideos. El seu plet amb la seva germana i amb el seu partit per l'indult del seu pare van afectar la gestió del President Kuczynski.

El 20 de març de 2018, la bancada de Fuerza Popular va mostrar les proves que el govern estava comprant el suport de congressistes perquè votessin contra el segon procés d'impeachment, un rumor que ja havia circulat durant el primer procés. Es tractava d'un conjunt de vídeos on s'observen les converses que havien realitzat els legisladors Benvingut Ramírez i Guillermo Bocángel (de la bancada de Kenji Fujimori) per a intentar convèncer al congressista Moisès Mamani (de Puno) a no sumar-se a donar suport al procés d'impeachment, a canvi d'obres per a la seva regió. En un dels vídeos es veu a Kenji Fujimori en una reunió amb Mamani, en la qual també es troba Bienvenido Ramírez. Aquest últim fa una sèrie d'oferiments al parlamentari puneño perquè pogués agilitar obres i projectes per a la seva regió, a canvi de sumar-se al seu grup i fer costat a Kuczynski. En un altre vídeo es veu a Bocángel parlant sobre el control administratiu del Congrés, una vegada que accedeixin a la Mesa Directiva. I en un tercer vídeo, es veu a Alberto Borea Odría, advocat de Kuczynski en el tema de l'impeachment, explicant a Mamani sobre aspectes d'aquest procés i donant-li el número telefònic d'un ministre d'Estat. Els involucrats en l'escàndol, van sortir a defensar-se, dient que era pràctica normal que els congressistes recorreguessin als ministres per a demanar obres a favor de les seves regions. El congressista Ramírez va dir fins i tot que només havia «fanfarronejat». Però el que es qüestionava era el fet que des del govern es negociessin aquestes obres amb la finalitat de reorientar la votació d'un grup de congressistes en el tema de l'impeachment, la qual cosa vindria constituir la figura delictiva de tràfic d'influències.
Poques hores després, els fujimoristes van donar l'estocada final, en difondre un conjunt d'àudios, en els quals s'escolta al ministre de Transports i Comunicacions, Bruno Giuffra oferir a Mamani obres a canvi del seu vot per a evitar l'impeachment. La premsa va ressaltar una frase de Giuffra en la qual diu: «compare, ja saps com és la nou i quina cosa trauràs», presumiblement fent referència als beneficis que trauria Mamani si votava en contra de l'impeachment. Fins llavors, es preveia que la votació per a aconseguir l'impeachment estaria molt ajustada i que fins i tot PPK podria novament sortir airós com havia ocorregut en el primer procés. Però els Kenjivideos van determinar que diversos congressistes que fins llavors havien manifestat la seva abstenció (entre ells els tres ex oficialistes) es pleguessin a favor de l'impeachment , i així ho van donar a conèixer obertament. Es diu que Kuczynski, en assabentar-se dels kenjivideos, no li va donar molta importància i va dir que Kenji Fujimori era el que havia de donar les explicacions sobre aquest tema. Però la difusió de l'àudio entre Mamani i Giuffra va ser el que el va obligar a presentar la seva renúncia.

#### Renúncia de Pedro Pablo Kuczynski

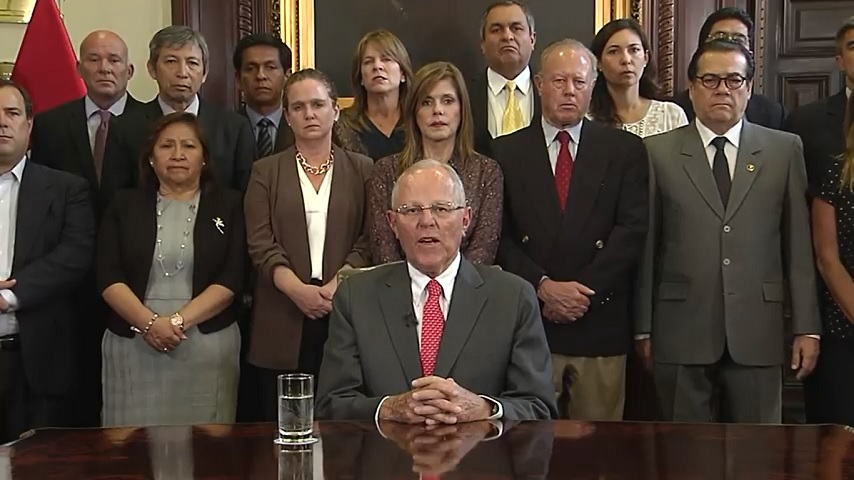
Pedro Pablo Kuczynski anunciant la seva renúncia al càrrec presidencial en el seu últim missatge a la nació.

Davant l'escenari previsible que l'esperava al debat programat per al Congrés el dia 22, Kuczynski va optar per renunciar a la presidència de la República, enviant la carta respectiva al Congrés, i donant un missatge televisat a la Nació, que va ser transmès a les dues i quaranta de la tarda del dia 21 de març de 2018.
La Junta de Portaveus del Congrés, si bé va rebutjar els termes de la carta de renúncia de Kuczynski, adduint que aquest no feia cap autocrítica i es victimitzava, va acceptar la mateixa i va programar per al dia 22 de març, a partir les quatre de la tarda, un debat en el Congrés per a avaluar la renúncia. Aquest debat es va prolongar fins a l'endemà. Encara que un sector de congressistes de l'esquerra sostenia que no s'havia d'acceptar la renúncia de Kuczynski i que el Congrés havia de procedir a l'impeachment per incapacitat moral, la majoria de congressistes van considerar que s'havia d'acceptar, per a posar d'una vegada punt final a la crisi. En fer-se públic el text preliminar de la resolució del Congrés, en el qual se li assenyalava que el president havia «traït a la pàtria», Kuczynski va anunciar que retiraria la seva carta de renúncia si es mantenia aquest qualificatiu. La Junta de Portaveus va decidir llavors ometre aquesta expressió. La renúncia va ser acceptada amb 105 vots a favor, 12 en contra i 3 abstencions. Instants després es va procedir a la juramentación del primer vicepresident Martín Vizcarra, com a nou president constitucional de la República. Poc després, el flamant govern va anunciar que el seu primer ministre seria César Villanueva, el mateix que havia estat el principal impulsor del segon impeachment contra Kuczynski.

## Presó preventiva
Des del 10 d'abril de 2019 es troba en presó preventiva, a causa d'una investigació en curs sobre corrupció, blanqueig de capitals i connexions amb l'Operació Lava Jato.